# Another Sad Love Song
Another Sad Love Song är den första officiella singeln från R&B-sångerskan Toni Braxtons självbetitlade debutalbum. Medeltempospåret producerades av Babyface och såg stor framgång på musiklistorna och blev Braxtons första topp-tio hit samt belönad med sångerskans första Grammy Award.
Utöver succén i sitt hemland, klättrade låten till en 15:e plats i England, en 23:e i Nederländerna och en 60:e placering i Tyskland.

## Musikvideo
Musikvideon gavs ut i två olika versioner, den första filmades i svart-vitt och innehåller originalmusiken. Den andra filmades i färg och remixades för att tilltala en vidare publik. Båda versionerna visades kraftigt under sommaren 1993.

## Format och innehållsförteckningar
U.S. CD single
1. "Another Sad Love Song" (Remix Radio Edit) – 4:40
2. "Another Sad Love Song" (Extended Remix) – 5:27
3. "Another Sad Love Song" (Smoothed Out Version) – 4:23
4. "Another Sad Love Song" (Remix Instrumental) – 5:01
5. "Another Sad Love Song" (Album Version) – 5:01

U.S. promo CD single
1. "Another Sad Love Song" (Radio Edit) – 4:13
2. "Another Sad Love Song" (Album Version) – 5:01
3. "Another Sad Love Song" (Album Instrumental) – 5:02

UK CD single (1993)
1. "Another Sad Love Song" (Radio Edit) – 4:13
2. "Give U My Heart" (Album Radio Edit) (Babyface featuring Toni Braxton) – 4:09
3. "Another Sad Love Song" (Smoothed Out Version) – 4:23
4. "Another Sad Love Song" (Album Version) – 5:01

UK CD single (1994)
1. "Another Sad Love Song" (Album Version) – 5:01
2. "Another Sad Love Song" (Remix Radio Edit) – 4:43
3. "Another Sad Love Song" (Extended Remix) – 5:28
4. "Another Sad Love Song" (Smoothed Out Version) – 4:23

German CD single
1. "Another Sad Love Song" (Radio Edit) – 4:13
2. "Another Sad Love Song" (Smoothed Out Version) – 4:23
3. "Another Sad Love Song" (Extended Remix) – 5:28
4. "Another Sad Love Song" (Album Version) – 5:01

UK collectors EP
1. "Another Sad Love Song" (Album Version) – 5:01
2. "Breathe Again" (Live from The Apollo) – 4:30
3. "Best Friend" (Album Version) – 4:28
4. "Give U My Heart" (Boomerang Album Version) (Babyface featuring Toni Braxton) – 5:04

## Listor
| Lista (1993)                           | Topp position |
| -------------------------------------- | ------------- |
| German Singles Chart                   | 60            |
| U.S. Billboard Hot 100                 | 7             |
| U.S. Billboard Hot R&B/Hip-Hop Songs   | 2             |
| U.S. Billboard Hot Dance Singles Sales | 32            |
| U.S. Billboard Adult Contemporary      | 8             |
| Chart (1994)                           | Peak position |
| Dutch Top 40                           | 23            |
| UK Singles Chart                       | 15            |